# Suzhou
Suzhou (en chino simplificado, 苏州; pinyin, Sūzhōu; en suzhounés, sou¹ tseu¹) es una ciudad china situada en la parte baja del río Yangtsé, a orillas del lago Tai, en la provincia de Jiangsu.
Según la Oficina de Estadísticas de la Provincia de Jiangsu, la población era de casi 13 millones de habitantes en 2020. Ocupa un área de 8848 km². 
Existe un proverbio chino que dice: "En el cielo está el paraíso y en la tierra están Suzhou y Hangzhou".
Las atracciones turísticas de la ciudad incluyen canales, puentes de piedra, pagodas y jardines. Los Jardines Clásicos de Suzhou fueron añadidos a la lista de Patrimonio de la Humanidad de la UNESCO en 1997 y 2000.
En el año 2014 la ciudad de Suzhou fue reconocida con el premio Lee Kuan Yew World City Prize, considerado el Nobel del urbanismo.

## Administración
La ciudad prefectura de Suzhou se divide en 8 localidades que se administran
en 6 distritos urbanos y 4 ciudades suburbanas.
- Distrito Gusu (姑苏区）
- Distrito Gongye yuán (工业园区)
- Distrito Gaoxin (高新区)
- Distrito Xiangcheng (相城区)
- Distrito Wuzhong (吴中区)
- Distrito Wujiang (吴江区)
- Ciudad Changshu (常熟市)
- Ciudad Taicang (太仓市)
- Ciudad Kunshan (昆山市)
- Ciudad Zhangjiagang (张家港市)

## Toponimia
El nombre Suzhóu (pronunciado: [Su-Zhóu]ⓘ fue oficialmente escrito por primera vez en el 589 durante la dinastía Sui. El carácter Su (苏) es una contracción referida a un monte cercano, el Gusu (姑苏山), y el nombre de este viene de la planta perilla. El carácter zhou (州) que significa prefectura se ha utilizado para dar énfasis, como en el caso de Guangzhou y Hangzhou.

## Historia
Suzhou, cuna de la cultura Wu, es una de las ciudades más antiguas de las que se encuentran en la cuenca del Yangtsé. Hace 2500 años, las tribus locales, que se autodenominaban Gou Wu, vivían en el área que terminaría convirtiéndose en Suzhou.
En el 514 a. C., durante el periodo de Primaveras y Otoños, el rey Helu de Wu estableció la Gran ciudad de Helu, antiguo nombre de Suzhou, como su capital. En el 473 a. C., Wu fue vencido por Yue, otro reino del este. La edad dorada de Suzhou tocaba a su fin.
En tiempos de la dinastía Qin, la ciudad fue conocida como condado de Wu. Durante la dinastía Sui la ciudad fue renombrada como Suzhou (589).
Al terminarse la construcción del Gran Canal, Suzhou se convirtió en la ciudad mejor estratégicamente situada dentro de las rutas comerciales. Durante el transcurso de la historia de China, la ciudad ha sido una metrópolis industrial y comercial de gran importancia en la zona sudeste de la costa China.
Durante la dinastía Tang (825), el poeta Bai Juyi construyó el Canal Shantang para conectar la ciudad con Huqiu. En el 1035 se construyó el templo de Confucio.
En febrero de 1130 la ciudad fue saqueada por tropas de la armada Jin. El saqueo fue seguido de la invasión mongol (1275) y de la destrucción de la ciudad real (en el centro de la ciudad amurallada) en los inicios de la dinastía Ming, época en que esta ciudad fue más conocida como Wuxian.
La mayoría de los jardines privados de la ciudad se construyeron durante la dinastía Ming y la dinastía Qing. Sin embargo, la ciudad sufrió otro desastre en 1860 cuando la rebelión Taiping avanzó hacia la ciudad seguida de la invasión japonesa en 1938. Al final de la guerra la mayoría de los jardines estaban destruidos. A principios de los años 50, se inició la restauración de diversos jardines. Por eso, el estilo de la mayoría pertenece a la dinastía Qing aunque originariamente se construyeron durante la época de los Ming.

## Clima
Suzhou tiene cuatro estaciones bien diferenciadas influenciadas por el monzón subtropical, con veranos calientes y húmedos e inviernos fríos y nublados con nevadas ocasionales. Vientos del noroeste soplan desde Siberia durante el invierno pueden causar que las temperaturas caigan por debajo de cero durante la noche, mientras que los vientos del sur o suroeste durante el verano pueden empujar a temperaturas superiores a 35 °C. La temperatura más alta registrada fue de 40,1 °C el 31 de julio de 2013 y la más baja de -9,8 °C el 16 de enero de 1958.
| Parámetros climáticos promedio de Suzhou (2010) | Parámetros climáticos promedio de Suzhou (2010) | Parámetros climáticos promedio de Suzhou (2010) | Parámetros climáticos promedio de Suzhou (2010) | Parámetros climáticos promedio de Suzhou (2010) | Parámetros climáticos promedio de Suzhou (2010) | Parámetros climáticos promedio de Suzhou (2010) | Parámetros climáticos promedio de Suzhou (2010) | Parámetros climáticos promedio de Suzhou (2010) | Parámetros climáticos promedio de Suzhou (2010) | Parámetros climáticos promedio de Suzhou (2010) | Parámetros climáticos promedio de Suzhou (2010) | Parámetros climáticos promedio de Suzhou (2010) | Parámetros climáticos promedio de Suzhou (2010) |
| Mes | Ene.                                            | Feb.                                            | Mar.                                            | Abr.                                            | May.                                            | Jun.                                            | Jul.                                            | Ago.                                            | Sep.                                            | Oct.                                            | Nov.                                            | Dic.                                            | Anual                                           |
| --- | ----------------------------------------------- | ----------------------------------------------- | ----------------------------------------------- | ----------------------------------------------- | ----------------------------------------------- | ----------------------------------------------- | ----------------------------------------------- | ----------------------------------------------- | ----------------------------------------------- | ----------------------------------------------- | ----------------------------------------------- | ----------------------------------------------- | ----------------------------------------------- |
| Temp. media (°C) | 4.8                                             | 7.0                                             | 9.1                                             | 13.1                                            | 20.9                                            | 24.3                                            | 28.7                                            | 30.9                                            | 26.0                                            | 18.6                                            | 13.3                                            | 7.5                                             | 17                                              |
| Precipitación total (mm) | 40.5                                            | 75.2                                            | 193.1                                           | 82.9                                            | 67.4                                            | 59.3                                            | 190.7                                           | 53.7                                            | 67.2                                            | 56.1                                            | 2.9                                             | 42.9                                            | 931.9                                           |
| Horas de sol | 121.2                                           | 95.6                                            | 124.2                                           | 125.1                                           | 151.1                                           | 106.7                                           | 160.5                                           | 266.6                                           | 169.1                                           | 143.0                                           | 161.6                                           | 171.2                                           | 1795.9                                          |
| Humedad relativa (%) | 67                                              | 75                                              | 70                                              | 69                                              | 69                                              | 75                                              | 77                                              | 68                                              | 74                                              | 69                                              | 65                                              | 68                                              | 70.5                                            |
| Fuente: Suzhou Bureau of Statistics «苏州市区分月气象情况（2010年）» (en chino simplificado). Suzhou Bureau of Statistics. Archivado desde el original el 4 de marzo de 2016. Consultado el 21 de septiembre de 2013. |                                                 |                                                 |                                                 |                                                 |                                                 |                                                 |                                                 |                                                 |                                                 |                                                 |                                                 |                                                 |                                                 |

## Transporte
La ciudad se conecta entre sí y con sus vecinas por medio de todos los medios de transporte:
Aire: No hay aeropuerto internacional en Suzhou y el aeropuerto más cercano está en Wuxi, al lado.Además, muchos turistas de Suzhou optan por ir al aeropuerto de Shanghái.
Agua: el Puerto de Suzhou es un importante centro de transporte. Consisten en tres instalaciones Zhangjiagang, Changshu y Taicang en el curso bajo del río Yangtsé. El movimiento total de carga en 2012 fue de 428 millones de toneladas. Es el puerto más activo del interior del Yangtsé en el mundo por tonelaje anual de carga y volumen de contenedores. La mayor parte del comercio del puerto está centrada en el carbón, mena, acero y materiales de construcción como el cemento.
Tierra (tren): Suzhou se encuentra en el corredor de Shanghái-Nankín, que lleva tres ferrocarriles paralelas. La estación de tren de Suzhou, cerca del centro de la ciudad, es una de las estaciones más concurridas de pasajeros en China. Además la línea de alta velocidad Pekín-Shanghái tiene una estación en esta ciudad. 
(autopistas): La autopista Nankín-Shanghái la conectan con Suzhou, de forma alterna, existe la autopista ribereña Yangtze y la autopista Suzhou-Jiaxing-Hangzhou. En 2005, la nueva circunvalación exterior Suzhou se terminó, que une las ciudades periféricas. La autopista nacional china 312 pasa a través de Suzhou.
(metro): La primera línea del Metro de Suzhou entró en funcionamiento en abril de 2012 y la segunda línea entró en servicio en diciembre de 2013. Hasta el diciembre de 2019, hay 4 líneas en servicio, son línea1 (verde), línea2 (rojo), línea3 (amarillo) y línea4 (azul). Y se espera que para 2024 se haya completado el proyecto con un total de 9 líneas.

## Puntos de interés
- La Colina del Tigre (Huqiu Shan): Se cree que en esta colina está enterrado el rey He Lu, fundador de la ciudad. Cuenta la leyenda que, poco después de que se enterrara al monarca, se vio a un tigre blanco en la colina. Los habitantes de la ciudad creyeron que el tigre había venido para proteger la tumba de He Lu. En la cima de la colina se construyó, en el siglo X, una pagoda de siete pisos. Su altura es de 47 metros y está inclinada. Se ha intentado corregir esta inclinación pero lo único que se ha conseguido es detener el proceso.

- Pagoda del Templo Norte (Beisi Ta): Fue construida durante la dinastía Song y ha sufrido diversos incendios a lo largo de la historia. Sus nueve pisos miden 76 metros de altura, convirtiéndola en la pagoda más alta al sur del río Yangtzé.

## Jardines

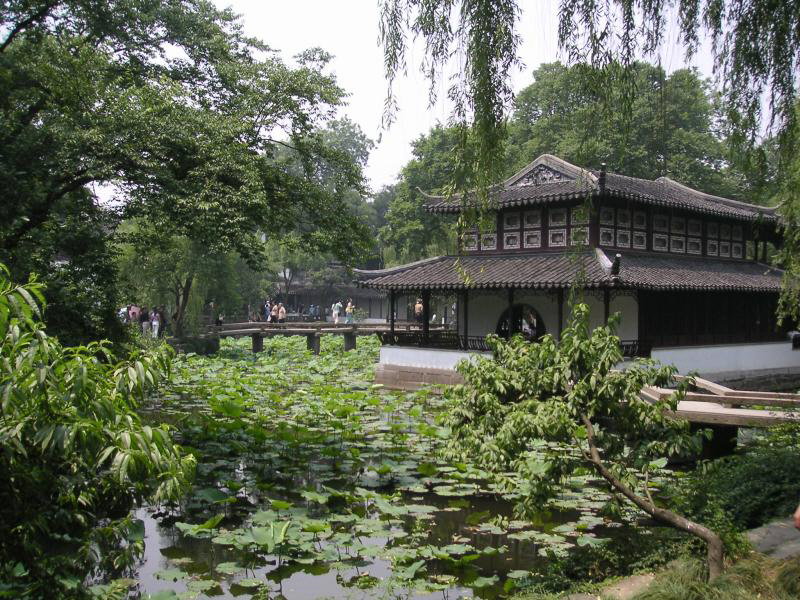
Jardín del administrador humilde.

Suzhou es famosa por sus más de 60 jardines clásicos. Algunos de los principales jardines de la ciudad son:
- Jardín del administrador humilde (Zhuoizheng Yuan): Ocupa casi 5 hectáreas lo que le convierte en uno de los más grandes. Pertenecía a un alto funcionario que lo construyó durante la dinastía Ming.
- Jardín del pescador (Wangshi Yuan): Es el más pequeño ya que ocupa tan solo media hectárea. Fue construido durante la dinastía Song y restaurado en el siglo XVIII.
- Pabellón de las olas azules (Canglang Ting): Está rodeado por un foso con agua que hace de muro del jardín. Construido durante la dinastía Song, en su interior se encuentra el Templo de los Quinientos Sabios en el que están esculpidas 594 imágenes que representan la historia de Suzhou.

Los Jardines clásicos de Suzhou están considerados como Patrimonio de la Humanidad por la Unesco desde el año 1997 y fue ampliado en el 2000.

## Ciudades hermanas
Suzhou (incluidos los 7 distritos y 5 ciudades con nivel de condados bajo la jurisdicción de Suzhou) tiene más de 50 ciudades hermanas, ciudades gemelas y provincias. Esta es una posición sin precedentes para una ciudad china, incluyendo Pekín y Shanghái las cuales tienen 46 y 35 respectivamente.
- León, México
- Iztacalco (Distrito Federal), México
- Venecia, Italia
- Victoria, Columbia Británica, Canadá
- Ikeda, Osaka, Japón
- Kanazawa, Ishikawa, Japón
- Portland, Oregón, Estados Unidos
- Tulcea County, Romania Jeonju, Corea del Sur
- Kameoka, Kioto, Japón
- Riga, Letonia
- Ismaïlia, Egipto
- Grenoble, Francia
- Nijmegen, Países Bajos
- Esbjerg, Dinamarca
- Konstanz, Alemania
- Taupo, Nueva Zelanda
- Nabari, Mie, Japón
- Porto Alegre, Brasil
- Jacksonville, Florida, Estados Unidos
- Riihimäki, Finlandia
- Taebaek, Corea del Sur
- Nowy Sącz, Polonia
- Kiev, Ucrania
- Zaporizhia, Ucrania
- Logan, Queensland, Australia
- Antananarivo, Madagascar
- Viña del Mar, Chile
- Yeongju, Corea del Sur
- Daisen, Tottori, Japón
- Riesa, Alemania
- Rotorua, Nueva Zelanda
- Santa Luċija, Malta
- Hirokawa, Fukuoka, Japón
- Portland, Victoria, Australia
- Eiheiji, Fukui, Japón
- Marugame, Kagawa, Japón
- Ayabe, Kioto, Japón
- Sendai, Kagoshima, Japón
- Townsville, Queensland, Australia
- Whittier, California, Estados Unidos
- Brest, Francia
- South El Monte, California, Estados Unidos
- Grootfontein, Namibia
- Tahara, Aichi, Japón
- Tottori, Tottori, Japón
- Rosolina Italia
- Uchinada, Ishikawa, Japón
- Bourgoin-Jallieu, Francia
- Chiba, Chiba, Japón
- Hwaseong, Gyeonggi, Corea del Sur
- Nago, Okinawa, Japón

## Personas notables
- Políticos:

- Fan Zhongyan
- Yen Chia-Kan

- Poetas:

- Fan Chengda

- Escritores:

- Feng Menglong

- Pintores:

- Shen Zhou
- Tang Yin
- Wen Zhengming
- Wen Zhenheng

- Físicos:

- Chian-Shiung Wu

- Otros:

- Gu Yanwu
- Zhang Taiyan

| Predecesor: París | Sede de las Sesiones del Comité del Patrimonio de la Humanidad 2004 | Sucesor: Durban |